# Фалкан, Жозе Фрейри
Жозе Фрейри Фалкан (порт.-браз. José Freire Falcão; 23 октября 1925, Эрере, Бразилия — 26 сентября 2021, Бразилиа, Бразилия) — бразильский кардинал. Титулярный епископ Вардимиссы и коадъютор с правом наследования епархии Лимуэйру-ду-Норти с 24 апреля по 19 августа 1967. Епископ Лимуэйру-ду-Норти с 19 августа 1967 по 25 ноября 1971. Архиепископ Терезины с 25 ноября 1971 по 15 февраля 1984. Архиепископ Бразилии с 15 февраля 1984 по 28 января 2004. Кардинал-священник с титулом церкви Сан-Лука-а-Виа-Пренестина с 28 июня 1988.